# Grace Greenwood Ames
Grace Greenwood Ames (* 15. Januar 1905 in Brooklyn; † 1979 in New York) war eine US-amerikanische Künstlerin. Sie war die ältere Schwester der Künstlerin Marion Greenwood. Ihre künstlerische Ausbildung erhielt sie in Mexiko. Hier arbeitete sie wie auch ihre Schwester mit befreundeten Künstlern, unter ihnen Diego Rivera, José Clemente Orozco, David Alfaro Siqueiros, Pablo O’Higgins
und  Leopoldo Méndez, an mehreren Wandbildern zur Zeit des dort präsenten Muralismo.